# 科特曼斯多夫
科特曼斯多夫是奥地利克恩顿州克拉根福兰县的一个市镇。总面积28.16平方公里，总人口2868人，人口密度101.8人/平方公里（2005年）。